# Wyżnia Hawrania Ławka
Wyżnia Hawrania Ławka (ok. 1730 m) – szeroka przełęcz w północno-zachodniej grani Hawrania w słowackich Tatrach Bielskich. Grań ta oddziela Dolinę Czarnego Potoku od Doliny Hawraniej. Przełęcz znajduje się pomiędzy Niżnim Hawraniem (1814 m) a Zadnim Hawranim Kopiniakiem (ok. 1740 m). Z Doliny Czarnego Potoku (ze Starej Polany) przełęcz jest łatwo osiągalna, natomiast na południowy zachód do Doliny Hawraniej z przełęczy opada pionowa ściana o wysokości około 40 m. Można też przejść granią z Jeleniego Siodła na Niżni Hawrań. Pierwsze takie przejście: Władysław Cywiński 13 października 1993 r. (trudność: miejscami 0, I, II w skali tatrzańskiej).
Rejon przełęczy porasta kosodrzewina. Nazwę przełęczy wprowadził Władysław Cywiński w 4 tomie przewodnika Tatry. 